# Anya Phillips
Anya Phillips (Taipéi, febrero de 1955-Valhalla, 19 de junio de 1981) fue una diseñadora de moda taiwanesa y cofundadora del club nocturno neoyorquino Mudd Club. Phillips influyó en la moda, el sonido y la apariencia de la escena no wave de Nueva York de finales de la década de 1970. También fue la mánager y novia del músico James Chance (también conocido como James White).

## Vida y carrera
Phillips nació en Taiwán en 1955. Su madre viajó a Taiwán desde Pekín, China, con su primer marido antes de que la guerra civil entre el Partido Comunista y el Partido Nacionalista terminara en 1949. Como el Partido Nacionalista trasladó el gobierno a Taiwán mientras el Partido Comunista controlaba China continental, su madre no pudo regresar a China producto de la rivalidad política. Más tarde, su madre se casó con un agregado militar de la embajada estadounidense, Wade Phillips, y dio a luz a su hermano Kris Phillips, quien más tarde sería conocido por su nombre artístico Fei Xiang. Phillips creció en Taiwán y en varias bases militares.
Cuando era adolescente, Phillips comenzó a dibujar diseños de vestuario. Conoció a su amiga íntima Sylvia Reed, quien más tarde se casó con Lou Reed, mientras asistía a la Taipei American School. Después de graduarse, Phillips se mudó a Nueva York para asistir  a la Escuela de Diseño Parsons en 1974. Le habían concedido una beca completa, pero abandonó los estudios poco después de empezar.
Phillips llegó a Manhattan durante la floreciente escena punk del centro. Trabajó como fotoperiodista para la revista New York Rocker and Punk  La apodaron "Anya Chowmein" cuando escribía para Punk.[cita requerida]
Phillips se convirtió en un elemento fijo en la escena de clubes nocturnos de Manhattan. Formó una banda falsa con Diego Cortez y Duncan Smith en 1977, y tuvo un acto de dominatrix en CBGB con Terry Sellers.Phillips convenció al cineasta Steve Maas para que abriera un club nocturno y lo imaginó como un lugar elegante llamado Molotov Cocktail Lounge. Phillips, Maas y Cortez abrieron el Mudd Club en 1978. Ella debía administrar el club, pero su rol en este terminó después de un conflicto con Maas.
Phillips también estuvo involucrado en la escena cinematográfica underground de la ciudad de Nueva York de finales de los años 1970, apareciendo en El extranjero de Amos Poe en 1978.Trabajó con Cortez para rodar su película Grutzi Elvis en Múnich.
Phillips pasó a representar a James Chance and the Contortions y, durante un breve período, a Lydia Lunch. Phillips conoció por primera vez a James Chance and the Contortions en un evento benéfico para la revista X Motion Picture en marzo de 1978. Para el álbum debut de Contortions, Buy, fotografió a Sellers vistiendo un atuendo que ella diseñó para la portada del álbum. Como no sabía coser, diseñaba vestidos atando tiras de tela. La cantante Debbie Harry lució un vestido confeccionado por Phillips en el álbum Plastic Letters de Blondie (1978) y en su sencillo de 1983 «Rush Rush».
Phillips hizo una rara aparición vocal en la grabación del concierto de James Chance and the Contortions en Rotterdam, Países Bajos, en junio de 1980 (cinta lanzada en ROIR en 1990), para presentar a la banda y como coros en «I Danced with a Zombie» y «Melt Yourself Down».
En 1979, Phillips fue diagnosticada con cáncer. Para ayudar a pagar su quimioterapia, James Chance organizó un concierto benéfico en Bond's en Nueva York en mayo de 1981. Entre los artistas que actuaron se encontraban su banda James Chance and the Contortions, además de Debbie Harry, Chris Stein, Nile Rodgers, Bernard Edwards, Fab 5 Freddy, Kid Creole and the Coconuts, Walter Steding y Chris Spedding.
En junio de 1981, y acompañada por su amiga Debbie Harry, Phillips fue llevada al Hospital Westchester en la ciudad de Nueva York. Murió de cáncer cerebral a la edad de 26 años en Valhalla, Nueva York, el 19 de junio de 1981.
James Chance le dedicó su álbum Sax Maniac en 1982.